# Bi Kidude
Fatuma Binti Baraka (Mfagimarigo, ca. 1910 - 17 april 2013), beter bekend als Bi Kidude, was een in Zanzibar geboren Tanzaniaans zangeres en musicus. Ze wordt gezien als een belangrijk vertegenwoordiger van het taarab genre en werd de koningin of grand old lady van de taarab genoemd.

## Biografie
Fatuma Binti Baraka werd geboren in een gezin van zeven kinderen in Mfagimarigo, Zanzibar. Het is niet bekend wanneer ze precies geboren is, maar haar geboortejaar wordt geschat rond 1910. Ze begon haar muzikale loopbaan in de jaren 1920.
Bi Kidude leerde het taarab-repertoire door naar de liedjes van Siti Binti Saad te luisteren. Siti Binti Saad (1880-1950) was een andere taarab-zangeres uit Zanzibar, die vanaf de jaren 1920 honderden liedjes opnam en hier internationaal succes mee had. Bi Kidude bracht eigen versies van de liedjes van Siti Binti Saad, met veel improvisatie.
Zanzibar, een eiland voor de kust van Tanzania, lag van oudsher op vaarroutes tussen Oost-Afrika, de Arabische wereld en India. Via havenstad Zanzibar kwamen zo allerlei culturele invloeden binnen. Dit droeg bij aan het ontstaan en de ontwikkeling van muziekstijlen als taarab.
Taarab is een genre dat met name populair is in de swahili-cultuur van Kenia, Tanzania en Zanzibar. Het werd hier traditioneel veel gespeeld tijdens bruiloften. Het genre heeft wortels in Egypte en is een mix van Afrikaanse, Arabische, Egyptische en Indiase invloeden. Gangbare instrumenten in taarab zijn onder andere oed, qanûn, viool, ney, darboeka en daf. De Arabische invloed was bij Bi Kidude onder meer terug te horen in haar zang, die onder meer gekenmerkt werd door vocale versieringen (melismen). Ze zong in het Arabisch en Swahili.
Bi Kidude was daarnaast actief tijdens unyago-ceremonies. Dit zijn traditionele initiatieplechtigheden voor jonge vrouwen, bij de overgang naar volwassenheid of voorafgaand aan het huwelijk. Tijdens deze ceremonies werden vrouwen met muziek, dans en zang ingewijd in de geheimen van het vrouwelijk lichaam, seks en huwelijk. Bi Kidude werd veel gevraagd bij dit soort plechtigheden.
Bi Kidude trad op met haar muziek op in onder meer Zanzibar, Tanzania en Congo. Vanaf (ongeveer) de jaren 1950 trad ze tientallen jaren niet op met taarab-muziek. Ze bleef wel unyago-plechtigheden leiden. Bi Kidude was daarnaast een beoefenaar van kruidengeneeskunde en een henna-artieste.
Bi Kidude liet zich niet dicteren door sociale en religieuze normen. Vrouwen moesten zich in het Zanzibar van die tijd houden aan de regels van de purdah. Dit hield onder meer in dat ze zich in het openbaar van top tot teen moesten bedekken. Bi Kidude brak met die traditie door tijdens optredens haar sluier af te doen. Daarnaast rookte, dronk en danste ze in het openbaar en ze sprak vrijuit over seks. Volgens een documentaire liep ze op haar tiende weg van de koranschool. Haar levensstijl maakte haar in Zanzibar lange tijd een omstreden figuur.

### Internationaal succes en erkenning
Eind jaren 1980 trad Bi Kidude voor het eerst op in Europa. Sindsdien ging ze diverse keren op tournee buiten Afrika, waarbij ze ook het Midden-Oosten en Japan bezocht. Ze gaf optredens op festivals als WOMAD, het WOMEX Festival, het Amsterdam Roots Festival (toen nog World Roots Festival) en het Afrika Festival Hertme.
Bi Kidude bracht nooit een volledig album uit, wel zijn er compilaties van haar verschenen. In 2005 werkte ze mee aan Taj Mahal's album Taj Mahal Meets the Culture Musical Club of Zanzibar: Mkutano.
In 2005 won ze de WOMEX Artist Lifetime Achievement Award.
In 2006 kwam de documentaire As Old As My Tongue: The Myth and Life of Bi Kidude uit.

### Overlijden
Bi Kidude overleed op 17 april 2013 in haar huis in Zanzibar. Haar begrafenis werd bezocht door duizenden mensen, waaronder hiphopsterren en de Tanzaniaanse president Jakaya Kikwete. Ze bleef optreden tot kort voor haar overlijden. Bi Kidude wordt gezien als een van de beste musici van Zanzibar die een grote invloed heeft gehad op de muziek en cultuur van Zanzibar.

## Discografie
- Zanzibar (RetroAfric, 1998)
- Zanzibara 4, Bi Kidude: The Diva of Zanzibari Music (Buda Musique, 2006)

- Bibliothèque nationale de France: cb13962681b (data)
- Gemeinsame Normdatei: 1100736581
- International Standard Name Identifier: 0000 0000 0307 8269
- Library of Congress Control Number: no2005095227
- MusicBrainz: cce86049-37c7-4c8e-8921-9a410bc7ea82
- Nederlandse Thesaurus van Auteursnamen: 338579354
- Système universitaire de documentation: 145340899
- Virtual International Authority File: 24794178
- WorldCat: E39PBJvMxGrHhfwxcR4b6tMkjC